# Ferenc Nagy
Ferenc Nagy, [ˈfɛrɛnʦ ˈnɒɟ], Bisse, 8 oktober 1903 – Fairfax, 12 juni 1979, was een Hongaars politicus. Hij is geen familie van de latere Hongaarse premier Imre Nagy.
Nagy was afkomstig uit de boeren middenklasse. In 1929 behoorde hij met ds. Zoltán Tildy tot de oprichters van de Partij van Kleine Landbouwers. In feite was er sprake van een heroprichting: een eerdere Partij van Kleine Landbouwers was in de jaren twintig opgegaan in de Eenheidspartij, die het conservatieve regeringsbeleid van regent Miklós Horthy steunde. De nieuwe Partij van Kleine Landbouwers streefde naar een herverdeling van het grootgrondbezit, dat in grote mate in handen was van de aristocratie en de Rooms-Katholieke Kerk. Daarnaast wilde de partij controle op de grote banken. De denkrichtingen binnen de Partij van de Kleine Landbouwers liepen uiteen van liberaal tot gematigd sociaaldemocratisch.
In 1930 werd Nagy secretaris-generaal van de Partij van de Kleine Landbouwers en van 1939 tot 1942 was hij lid van het parlement. In 1944 werd Hongarije door de Duitsers bezet. Na de verovering van Hongarije in april 1945 door het Rode Leger reorganiseerde Nagy de landbouwerspartij. In augustus 1945 volgde hij Zoltán Tildy op als voorzitter. Bij de novemberverkiezingen van dat jaar werd de Partij van de Kleine Landbouwers met 57% van de stemmen veruit de grootste partij. De door Moskou gesteunde Hongaarse Communistische Partij behaalde bijvoorbeeld maar 17% van de stemmen. Nagy werd als minister voor Wederopbouw opgenomen in het nieuwe kabinet.
In februari 1946 werd Nagy minister-president van een coalitieregering waar behalve de Partij van Kleine Landbouwers, onder andere ook de communistische partij deel van uitmaakte. Zijn vicepremier was de communistische leider Mátyás Rákosi. De communisten en de landbouwers voerden een grote landhervorming uit. De landbouwerspartij wilde dat iedere boer en landarbeider voldoende grond zou bezitten om een redelijke levensstandaard op te bouwen. De landbouwerspartij wilde dat de nieuwe herverdeling permanent zou zijn, maar de communisten zagen dit slechts als een fase. In hun ogen moesten de boeren zich later aansluiten bij kolchozen, de collectieve boerderijen.
De communisten pasten de zogenaamde "salamitactiek" toe om de politieke partijen een voor een uit te schakelen. Omdat de Partij van de Kleine Landbouwers hun voornaamste rivaal was, begon de communistische partij een campagne om de landbouwerspartij zwart te maken. De communisten onthulden zogenaamde 'fascistische verledens' van een aantal parlementariërs en ministers van de Partij van de Kleine Landbouwers, die zich genoodzaakt zagen om af te treden.
In mei 1947 ging Ferenc Nagy met ziekteverlof naar Zwitserland. Tijdens zijn afwezigheid belde vicepremier Rákosi hem op met de mededeling dat hij was afgezet, omdat er was ontdekt dat premier Nagy een 'fascistisch verleden' had. Nagy emigreerde vervolgens naar de Verenigde Staten. Hij schreef daar in 1948 een boek: The struggle behind the iron curtain, De strijd achter het IJzeren Gordijn.
Nagy betoonde zich een tegenstander van het Oost-Europese communisme. In 1964 werd hij voorzitter van de International Peasant Union, de Internationale Boeren Unie, de zogenaamde "Groene Internationale".